# Lythrypnus okapia
Lythrypnus okapia är en fiskart som beskrevs av Robins och Böhlke, 1964. Lythrypnus okapia ingår i släktet Lythrypnus och familjen smörbultsfiskar. Inga underarter finns listade i Catalogue of Life.